# Mecaphesa gertschi
Mecaphesa gertschi là một loài nhện trong họ Thomisidae.
Loài này thuộc chi Mecaphesa. Mecaphesa gertschi được Otto Kraus miêu tả năm 1955.